# Калоферска планина
Калоферска планина е планина в Средна Стара планина, най-висок дял на Стара планина, в областите Габрово, Ловеч, Пловдив и Стара Загора, между Троянска планина и Шипченска планина. По северното ѝ подножие преминава условната граница между Средния Предбалкан и Средна Стара планина.

## Географско положение, граници, големина
Калоферска планина се издига в централната част на Средна Стара планина с посока изток-запад, с дължина 35 km и максимална ширина до 20 km. На запад долините на реките Черни Осъм и Стара река и седловина, висока (1950 m) я отделят от Троянска планина, а на изток долините на реките Росица и Лешница (ляв приток на Тунджа) и Химитлийския (Ясенския) проход (1210 m) – от Шипченска планина. На север Новоселската и Кръвенишката котловини я отделят от планинския Черновръшки рид, част от Средния Предбалкан. На юг се спуска стръмно към източната част на Карловската котловина и западната част на Казанлъшката котловина, а чрез планински праг Стражата, разположен между двете котловини се свързва със Сърнена Средна гора.

### Върхове
Билото на планината на запад е остро, а на изток широко и равно, издигнато над 2000 м н.в. Най-висока точка е връх Ботев (2375,4 m), разположен в централната ѝ част, който е и най-висока точка на цялата Стара планина:
| Име                      | Кота (m) |
| ------------------------ | -------- |
| Ботев                    | 2375,4   |
| Малкият юмрук            | 2340,3   |
| Голям Кадемлия (Триглав) | 2276     |
| Млечен чал               | 2254,7   |
| Жълтец                   | 2226,8   |
| Параджика                | 2209     |
| Голям Купен              | 2168,8   |
| Юрушка грамада           | 2136,2   |
| Малък Купен              | 2101     |
| Голям Кръстец            | 2034     |
| Костенурката             | 2034     |
| Кочмара                  | 1997,6   |

## Климат и води
Южните ѝ склонове обърнати към Карловската и Казанлъшката котловина са стръмни, фацетирани и дълбоко разчленени от река Тунджа и десните ѝ притоци Тъжа и Габровница и левите притоци на река Стряма – Стара река и Бяла река. Южното ѝ подножие е запълнено с големи наносни конуси. Северният склон е дълбоко разчеленен от реките Росица и Видима и техните начални притоци.

## Геоложки строеж
Калоферска планина има сложно геоложко устройство. Образувана е върху Централнобалканската антиклинала и Ботеввръшкия навлак. Северният склон е изграден от юрски варовици, пясъчници и мергели, а южният – от палеозойски кристалинни скали и гранити.

## Почви
Почвите са сиви горски и планинско-ливадни.

## Флора
Билото и високите части на южния склон са покрити с високопланинска тревна растителност и храсти. Във високопланинския район на Триглав расте еделвайс. Северните склонове над 700 – 800 м н.в. са обрасли с букови гори. Южните склонове в голямата си част са обезлесени и ерозирани, с отделни гори от бук, а в ниските части от горун, примесен с явор, шестил и храсталаци от келяв габър. В миналото са правеждани масови кампании за залесяване с иглолистни насаждения.

## Защитени територии
Калоферска планина попада в границите на Национален парк „Централен Балкан“, в който се намират биосферните резервати „Джендема“ и „Стенето“.

## Населени места
По южното подножие на планината са разположени градовете Карлово и Калофер и селата Васил Левски, Манолово и Тъжа, а по северното – град Априлци и селата Кръвеник, Табашка, Валевци и Угорелец.

## Туризъм
- Интересни природни забележителности са водопадите Райското пръскало, Сучурум, Сухото пръскало и Видимското пръскало, Тъжанското ждрело и Пеещите скали.[1]
- Северно от град Калофер, в долината на Бяла река е разположен Калоферски манастир „Рождество Богородично“.[1]

### Хижи
В Калоферската планина се намират следните хижи:
| Име              | Надморска Височина (m) | Действаща | Места | Ток | Вода |
| ---------------- | ---------------------- | --------- | ----- | --- | ---- |
| „Васил Левски“   | 1450                   | Да        | 70    | Да  | Да   |
| „Рай“            | 1430                   | Да        | 120   | Да  | Да   |
| „Тъжа“           | 1520                   | Да        | 50    | Да  | Да   |
| „Мазалат“        | 1520                   | Да        | 56    | Да  | Да   |
| „Хубавец“        | 980                    | Да        | 50    | Да  | Да   |
| „Балкански рози“ | 1156                   | Да        | 30    | Не  | Да   |
| „Равнец“         |                        | Да        |       | Да  | Да   |
| „Плевен“         | 1504                   | Да        | 180   | Да  | Да   |
| „Видима“         |                        | Да        |       | Да  | Да   |
| „Русалка“        | 1130                   | Да        | 40    | Да  | Да   |
| „Соколна“        | 1350                   | Да        | 43    | Да  | Да   |

## Пътища
По цялото ѝ южно подножие, от град Карлово до село Габарево, на протежение от 34,5 km преминава участък от първокласен път № 6 от Държавната пътна мрежа ГКПП „Гюешево“ – София – Карлово – Бургас, а успоредно на него и участък от трасето на Подбалканската жп линия София – Карлово – Бургас.
През средната част на планината, през Русалийския проход, от Калофер до Априлци, преминава участък от третокласен път № 607 от Държавната пътна мрежа Калофер – Априлци – Драшкова поляна. В участъка от река Тунджа до хижа „Тъжа“ пътят не е изграден и представлява горски (полски) път.

## Топографска карта
- Лист от карта K-35-38. Мащаб: 1 : 100 000.
- Лист от карта K-35-39. Мащаб: 1 : 100 000.
- Лист от карта K-35-50. Мащаб: 1 : 100 000.
- Лист от карта K-35-51. Мащаб: 1 : 100 000.